# Gerswalde
Gerswalde település Németországban, azon belül Brandenburgban. Lakosainak száma 1486 fő (2023. december 31.).

## Népesség
A település népességének változása:
| Lakosok száma | 1637 | 1568 | 1581 | 1554 | 1523 | 1486 |
|               | 2012 | 2017 | 2019 | 2021 | 2022 | 2023 |